# Орден Королевы Елены
Орден Королевы Елены (хорв. Velered kraljice Jelene), полное название — «Большой Орден Королевы Елены с лентой и большой утренней Звездой» (хорв. Velered kraljice Jelene s lentom i Danicom) — вторая по рангу государственная награда Республики Хорватии после Ордена Короля Томислава. Вручается государственным чиновникам высокого ранга, зарубежным официальным лицам и высшим военным чиновникам за вклад в международную репутацию и статус Республики Хорватии, исключительный вклад в независимость, целостность и развитие Республики Хорватии, способствование развитию отношений между Хорватией и хорватским народом и другими странами и народами, исключительный вклад в развитие хорватских вооружённых сил и конкретные достижения в области руководства и командования хорватскими вооружёнными силами.
Орден имеет только одну степень. Назван в честь королевы Елены, супруги и соправительницы Дмитара Звонимира.
Орден выполнен в форме трилистника с золотыми краями. Увенчан в верхней части короной, аналогичной короне на верхней части герба Хорватии; пять частей короны символизируют пять исторических регионов Хорватии. В основании короны выбиты слова «KRALJICE JELENE» (Королева Елена). Лента ордена состоит из красной, белой и синей полос, красная и синяя украшены переплетающимся орнаментом. В центре звезды ордена находится изображение самого ордена, обрамлено золотыми и серебряными лучами.

Некоторые награждённые:
- Ясуо Фукуда (премьер-министр Японии, 2008)
- Лука Бебич (президент Сабора, 2008)
- Иво Санадер (премьер-министр Хорватии, 2008)
- Йосип Манолич (бывший премьер-министр Хорватии, 2008)
- Ивица Рачан (бывший премьер-министр Хорватии, 2008, посмертно)
- Микулаш Дзуринда (бывший премьер-министр Словакии, 2007)
- Вольфганг Шюссель (канцлер Австрии, 2007)
- Герхард Шрёдер (бывший канцлер Германии, 2006)
- Гельмут Коль (бывший канцлер Германии, 2006)
- Жозеп Боррель (председатель Европейского парламента, 2006)
- Вильфрид Мартенс (бывший премьер-министр Бельгии, 2006)
- Ханс Герт Пёттеринг (председатель Европейского парламента, 2006)
- Хенрик (принц-консорт Дании, 2003)
- Йожеф Антал (бывший премьер-министр Венгрии, 2002)
- Мадлен Олбрайт (госсекретарь США, 2000)
- Франьо Кухарич (хорватский кардинал, 1998)
- Мать Тереза (католическая монахиня, 1995)
- Алия Изетбегович (президент Боснии и Герцеговины, 1995)
- Крешимир Зубак (президент Федерации Боснии и Герцеговины, 1995)